# Siderius-Hamel-Syndrom
Das Siderius-Hamel-Syndrom ist eine sehr seltene angeborene, zu den Nicht-syndromalen X-chromosomalen mentalen Retardierungen zählende Erkrankung mit den Hauptmerkmalen geistige Retardierung und Lippen-Kiefer-Gaumenspalte.
Synonym ist x-chromosomale geistige Retardierung, Typ Siderius (englisch Mental retardation syndrome, X-linked, Siderius type).
Die Bezeichnung bezieht sich auf den Erstautoren der Erstbeschreibung aus dem Jahre 1999 durch die niederländischen Humangenetiker Liesbeth E. Siderius, Ben C. J. Hamel und Mitarbeiter.

## Verbreitung
Die Häufigkeit wird mit unter 1 zu 1.000.000 angegeben, bislang wurde über sieben Betroffene berichtet. Die Vererbung erfolgt X-chromosomal-rezessiv.

## Ursache
Der Erkrankung liegen Mutationen im PHF8-Gen auf dem X-Chromosom an Genort p11.22 zugrunde.

## Klinische Erscheinungen
Klinische Kriterien sind:
- Manifestation im Kleinkindesalter
- geistige Retardierung
- Lippen-Kiefer-Gaumenspalte

Hinzu können präaxiale Polydaktylie, große Hände und Kryptorchismus kommen.